# باتريك شيك
باتريك شيك (بالتشيكية: Patrik Schick؛ مواليد 24 يناير 1996) هو لاعب كرة قدم تشيكي، يلعب كمهاجم مع باير ليفركوزن في الدوري الألماني والمنتخب التشيكي.

## مسيرته الكروية

### سبارتا براغ
تم اكتشاف اللاعب المولود في براغ من قبل سبارتا براغ عندما كان عمره 11 عامًا. شارك لأول مرة في الدوري الممتاز مع سبارتا في 3 مايو 2014 في الخسارة 3–1 خارج أرضه أمام تيبليتسه. فاز سبارتا بالثنائية المحلية في ذلك الموسم، لكن أربع مشاركات خلال موسمين تعني أن شيك سيغادر المدينة لينضم إلى بوهيميانز 1905 على سبيل الإعارة لموسم 2015–16. سجل 8 أهداف في 27 مباراة لصالح بوهيميانز.

### سامبدوريا
وقع شيك مع سامبدوريا في يونيو 2016 مقابل رسوم تبلغ 4 ملايين يورو. في أول موسم له في إيطاليا، شارك في 32 مباراة بالدوري وسجل 11 هدفًا لصالح سامبدوريا. بدأ 14 مباراة وكان قادرًا على إيجاد الشباك مرة واحدة كل 137 دقيقة.
في مايو 2017، رفض تمديد عقده، متوقعًا الانتقال إلى نادٍ آخر. في يونيو 2017، دفع يوفنتوس الشرط الجزائي البالغ 30 مليون يورو في عقد شيك. أخفق شيك في اختبارين للفحوصات الطبية وتراجع يوفنتوس عن الصفقة في 18 يوليو.

### روما
في 29 أغسطس 2017، انضم شيك إلى روما في صفقة مؤقتة مقابل رسوم إعارة قدرها 5 ملايين يورو مع التزام مشروط بشراء اللاعب بمجرد تحقيق أهداف رياضية معينة مقابل رسوم أولية قدرها 9 ملايين يورو بالإضافة إلى مكافآت قدرها 8 ملايين يورو. عند التوقيع، وصف مونتشي المدير الرياضي لروما شيك بأنه «واحد من ألمع الآفاق في كرة القدم الدولية». قضى شيك معظم فترات إعارته في روما وهو يلعب على الجناح الأيمن أو الأيسر في المقدمة وسجل 8 أهداف فقط في 58 مباراة.

#### آر بي لايبزيغ (إعارة)
في 2 سبتمبر 2019، أعلن آر بي لايبزيغ عن التوقيع مع شيك في صفقة إعارة لمدة موسم مع خيار شرائه بشكل دائم. سجل هدفه الأول مع لايبزيغ في الهزيمة 3–2 أمام بادربورن 07 في 11 نوفمبر 2019. بدأ هذا سلسلة من ثلاثة أهداف في أربع مباريات في الدوري بما في ذلك دخوله من مقاعد البدلاء لإكمال العودة وتأمين التعادل 3–3 مع بوروسيا دورتموند. إلى جانب تيمو فيرنر، استعاد شيك مستواه بـ10 أهداف في 28 مباراة مع لايبزيغ، حيث احتل النادي المركز الثالث في الدوري الألماني ووصل إلى نصف نهائي دوري أبطال أوروبا.

### باير ليفركوزن
في 8 سبتمبر 2020، انضم شيك إلى باير ليفركوزن في صفقة مدتها خمس سنوات مقابل 26.5 مليون يورو بالإضافة إلى المكافآت. سجل شيك هدفه الأول في مسابقة الاتحاد الأوروبي لكرة القدم في 26 نوفمبر 2020، حيث فاز بنتيجة 4–1 على هبوعيل بئر السبع في مرحلة المجموعات من الدوري الأوروبي.
كان شيك هو المهاجم المفضل لمعظم موسم 2020–21 في باي أرينا وانهى بتسعة أهداف في 29 مباراة بالدوري.

## مسيرته الدولية
تم استدعاء شيك إلى منتخب التشيك الأول لأول مرة في معسكرهم التدريبي قبل بطولة أمم أوروبا 2016. لعب أول مباراة دولية له مع منتخب بلاده في مباراة إحماء للبطولة ضد مالطا في 27 مايو 2016. وسجل شيك هدفه الأول للمنتخب الوطني في نفس المباراة، محققًا هدف الفوز 6–0.

### يورو 2020
في 25 مايو 2021، أُدرج شيك في التشكيلة النهائية المكونة من 26 لاعبًا لبطولة أمم أوروبا 2020 المؤجلة. في المباراة الأولى لجمهورية التشيك في مرحلة المجموعات ضد إسكتلندا في 14 يونيو في هامبدن بارك في غلاسكو، سجل شيك هدفين بما في ذلك هدف من نصف الملعب حيث فازت التشيك 2–0. كان هدفه هو الهدف الأبعد الذي تم تسجيله في بطولة أمم أوروبا منذ عام 1980 عند 49.7 ياردة (أو 45 مترًا). أصبح أول لاعب تشيكي منذ توماش روسيتسكي في كأس العالم 2006 يسجل هدفين في بطولة كبرى والأول منذ ميلان باروش في 2004 يقوم بذلك في أحد بطولات أمم أوروبا. ضد كرواتيا في 18 يونيو، سجل شيك من ركلة جزاء ليساعد التشيك على التعادل مع كرواتيا 1–1. في 27 يونيو، سجل هدفه الرابع في البطولة في فوز التشيك المفاجئ على هولندا في دور الـ16 بنتيجة 2–0.
ضد كرواتيا في 18 يونيو، سجل شيك من ركلة جزاء ليساعد فريقه في تحقيق التعادل 1–1. في 27 يونيو، سجل هدفه الرابع في البطولة في فوز التشيك المفاجئ على هولندا في دور الستة عشر. في 3 يوليو، سجل هدفاً في المباراة التي خسرها 2–1 أمام الدنمارك في ربع النهائي، ليعادل رقم ميلان بخمسة أهداف للتشيك في بطولة أمم أوروبا.

## أسلوب لعبه
على الرغم من أن شيك لعب في الغالب دورًا مركزيًا كمهاجم رئيسي، إلا أنه لعب أيضًا كمهاجم ثانٍ أو كجناح أيمن. يمكنه الاستفادة من لياقته البدنية لرفع الكرة وظهره إلى المرمى ولكن يمتلك أيضًا أسلوبًا معينًا ومهارات المراوغة بالإضافة إلى اللعب المترابط الذي يمكّنه من لعب الكرة من اللمسة الأولى والمشاركة في بناء اللعب الهجومي وصناعة الأهداف.

## الإحصائيات

### النادي
آخر تحديث 22 مايو 2021.
| النادي                 | الموسم   | الدوري          | الدوري | الدوري  | الكأس  | الكأس   | أوروبا | أوروبا  | أخرى   | أخرى    | المجموع | المجموع |
| النادي                 | الموسم   | الدرجة          | الظهور | الأهداف | الظهور | الأهداف | الظهور | الأهداف | الظهور | الأهداف | الظهور  | الأهداف |
| ---------------------- | -------- | --------------- | ------ | ------- | ------ | ------- | ------ | ------- | ------ | ------- | ------- | ------- |
| سبارتا براغ            | 2013–14  | الدوري التشيكي  | 2      | 0       | 1      | 0       | 0      | 0       | —      | —       | 3       | 0       |
| سبارتا براغ            | 2014–15  | الدوري التشيكي  | 2      | 0       | 3      | 1       | 2      | 0       | 0      | 0       | 7       | 1       |
| سبارتا براغ            | المجموع  | المجموع         | 4      | 0       | 4      | 1       | 2      | 0       | 0      | 0       | 10      | 1       |
| بوهيميانز 1905 (إعارة) | 2015–16  | الدوري التشيكي  | 27     | 8       | 1      | 0       | —      | —       | —      | —       | 28      | 8       |
| سامبدوريا              | 2016–17  | الدوري الإيطالي | 32     | 11      | 3      | 2       | —      | —       | —      | —       | 35      | 13      |
| روما                   | 2017–18  | الدوري الإيطالي | 22     | 2       | 1      | 1       | 3      | 0       | —      | —       | 26      | 3       |
| روما                   | 2018–19  | الدوري الإيطالي | 24     | 3       | 2      | 2       | 6      | 0       | —      | —       | 32      | 5       |
| روما                   | المجموع  | المجموع         | 46     | 5       | 3      | 3       | 9      | 0       | 0      | 0       | 58      | 8       |
| آر بي لايبزيغ (إعارة)  | 2019–20  | الدوري الألماني | 22     | 10      | 1      | 0       | 5      | 0       | —      | —       | 28      | 10      |
| باير ليفركوزن          | 2020–21  | الدوري الألماني | 29     | 9       | 2      | 1       | 5      | 3       | —      | —       | 36      | 13      |
| الإجمالي               | الإجمالي | الإجمالي        | 160    | 43      | 14     | 7       | 21     | 3       | 0      | 0       | 195     | 53      |

1. 1 2  المباريات في الدوري الأوروبي
2. 1 2 3  المباريات في دوري أبطال أوروبا

### المنتخب

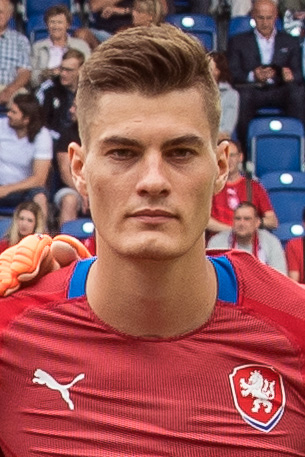
شيك مع جمهورية التشيك في 2018

آخر تحديث 3 يوليو 2021. 
| جمهورية التشيك | جمهورية التشيك | جمهورية التشيك |
| العام          | الظهور         | الأهداف        |
| -------------- | -------------- | -------------- |
| 2016           | 3              | 1              |
| 2017           | 2              | 0              |
| 2018           | 9              | 4              |
| 2019           | 8              | 4              |
| 2020           | 0              | 0              |
| 2021           | 9              | 7              |
| المجموع        | 31             | 16             |

#### الأهداف الدولية
اعتبارًا من 3 يوليو 2021. قائمة الأهداف والنتائج مع منتخب جمهورية التشيك الأول.
| #  | التاريخ         | المكان                                                         | م. | الخصم        | الهدف | النتيجة | المسابقة                       |
| -- | --------------- | -------------------------------------------------------------- | -- | ------------ | ----- | ------- | ------------------------------ |
| 1  | 27 مايو 2016    | كوفشتاين أرينا، كوفشتاين، النمسا                               | 1  | مالطا        | 6–0   | 6–0     | ودية                           |
| 2  | 26 مارس 2018    | مركز قوانغشي الرياضي، نانينغ، الصين                            | 7  | الصين        | 2–1   | 4–1     | كأس الصين 2018                 |
| 3  | 6 سبتمبر 2018   | ملعب مدينة ميروسلاف فالينتا، أوهرسكه هراديشتيه، جمهورية التشيك | 10 | أوكرانيا     | 1–0   | 1–2     | دوري الأمم الأوروبية 2018–19 ب |
| 4  | 13 أكتوبر 2018  | ملعب أنطون مالاتينسكي، ترنافا، سلوفاكيا                        | 11 | سلوفاكيا     | 2–1   | 2–1     | دوري الأمم الأوروبية 2018–19 ب |
| 5  | 19 نوفمبر 2018  | ملعب سينوبو، براغ، جمهورية التشيك                              | 14 | سلوفاكيا     | 1–0   | 1–0     | دوري الأمم الأوروبية 2018–19 ب |
| 6  | 7 يونيو 2019    | جنرالي أرينا، براغ، جمهورية التشيك                             | 17 | بلغاريا      | 1–1   | 2–1     | تصفيات بطولة أمم أوروبا 2020   |
| 7  | 7 يونيو 2019    | جنرالي أرينا، براغ، جمهورية التشيك                             | 17 | بلغاريا      | 2–1   | 2–1     | تصفيات بطولة أمم أوروبا 2020   |
| 8  | 10 يونيو 2019   | أندريف ستاديون، أولوموتس، جمهورية التشيك                       | 18 | الجبل الأسود | 3–0   | 3–0     | تصفيات بطولة أمم أوروبا 2020   |
| 9  | 7 سبتمبر 2019   | ملعب فاضل فوكري، بريشتينا، كوسوفو                              | 19 | كوسوفو       | 1–0   | 1–2     | تصفيات بطولة أمم أوروبا 2020   |
| 10 | 24 مارس 2021    | أرينا لوبلين، لوبلين، بولندا                                   | 23 | إستونيا      | 1–1   | 6–2     | تصفيات كأس العالم 2022         |
| 11 | 8 يونيو 2021    | جنرالي أرينا، براغ، جمهورية التشيك                             | 26 | ألبانيا      | 1–0   | 3–1     | ودية                           |
| 12 | 14 يونيو 2021   | هامبدن بارك، غلاسكو، إسكتلندا                                  | 27 | إسكتلندا     | 1–0   | 2–0     | بطولة أمم أوروبا 2020          |
| 13 | 14 يونيو 2021   | هامبدن بارك، غلاسكو، إسكتلندا                                  | 27 | إسكتلندا     | 2–0   | 2–0     | بطولة أمم أوروبا 2020          |
| 14 | 18 يونيو 2021   | هامبدن بارك، غلاسكو، إسكتلندا                                  | 28 | كرواتيا      | 1–0   | 1–1     | بطولة أمم أوروبا 2020          |
| 15 | 27 يونيو 2021   | بوشكاش أرينا، بودابست، المجر                                   | 30 | هولندا       | 2–0   | 2–0     | بطولة أمم أوروبا 2020          |
| 16 | 3 يوليو 2021    | الملعب الأولمبي، باكو, أذربيجان                                | 31 | الدنمارك     | 1–2   | 1–2     | بطولة أمم أوروبا 2020          |
| 17 | 11 أوكتوبر 2021 | الملعب المركزي، قازان، روسيا                                   | 33 | بيلاروس      | 1–0   | 2–0     | تصفيات كأس العالم 2022         |
| 18 | 27 سبتمبر 2022  | إيه إف جي أرينا، سانت غالن، سويسرا                             | 35 | سويسرا       | 1–2   | 1–2     | دوري الأمم الأوروبية 2022–23 أ |

## الإنجازات
سبارتا براغ
- الدوري التشيكي: 2013–14[3]
- كأس التشيك: 2013–14[3]
- كأس السوبر التشيكي [الإنجليزية]: 2014

جمهورية التشيك
- كأس الصين البرونزية: 2018[36]

الفردية
- موهبة التشيك للعام: 2016[37]
- الحذاء الفضي في بطولة أمم أوروبا: 2020[38]
- هدف البطولة في بطولة أمم أوروبا: 2020[22]

## وصلات خارجية
- باتريك شيك على موقع الاتحاد الدولي (مؤرشف)  (الإنجليزية)
- باتريك شيك على موقع الاتحاد الأوربي (الإنجليزية)
- باتريك شيك على موقع الاتحاد التشيكي (الإنجليزية)
- باتريك شيك على موقع قاعدة بيانات كرة القدم.إي يو (الإنجليزية)
- باتريك شيك على موقع ليكيب (الفرنسية)
- باتريك شيك على موقع ناشيونال فوتبول تيمز (الإنجليزية)
- باتريك شيك على موقع Soccerway.com (الإنجليزية)
- باتريك شيك على موقع عالم كرة القدم.نت (الإنجليزية)
- باتريك شيك على موقع AS.com (الإسبانية)